# Wat Pah Sokjai
Wat Pah Sokjai (bokstavligen "inre glädjens skogstempel") är ett theravadabuddhistiskt tempel i Brunflo, Östersunds kommun. Föreningen som äger templet, som bär samma namn som templet, startade under hösten 2011. De köpte senare under året en villa som tidigare tillhört en provinsialläkare. Två munkar flyttade då in i huset. Året därefter hade ytterligare tre munkar flytttat in och huset omvandlades till ett tempel, som bland annat anordnat meditationskurser, fungerat som mötesplats för thailändare, och firat buddhistiska högtider. Vid templet har flera män blivit vigda till munkar. Föreningen Wat Pah Sokjai är medlemmar i Sveriges buddhistiska gemenskap och hade 362 medlemmar i april 2020, varav flertalet bodde utanför länet.
2020 beslutade Skatteverket att föreningen skulle beskattas för arbetsgivaravgifter, bostadsförmåner och kostförmåner, då de ansåg att munkarna genom att erbjuda religiösa tjänster utförde ett arbete, som de enligt Skatteverket får betalt för bland annat genom att lekmän ger mat till munkarna. Detta ledde till att flera av munkarna valde att flytta för att minska den ekonomiska belastning detta medförde på föreningen. Föreningen menade att munkarna inte arbetar och att den mat de erhåller från lekmännen är gåvor, som munkarna är beroende av för att överleva då de själva inte får arbeta. Skatteverkets beslut överklagades till förvaltningsrätten av föreningen. Ordförande i föreningen behövde dock inte driva processen vidare utan Sveriges Buddhistiska Gemenskap gick in och anlitade skatteadvokaten Johan Myrén. Sveriges Buddhistiska Gemenskap menade att det skulle drabba flera av gemenskapens medlemmar hårt om skatteverket fick rätt, och ansåg det därför befogat att anlita en advokat. För att bekosta advokatskostnaderna startade gemenskapen en insamling som kom att få stora donationer från såväl privatpersoner som organisationer. I Faluns förvaltningsrätt biföll rätten föreningens överklagan i juni 2021.